# Malaya Rivera Drew
Malaya Rivera Drew (Washington, 6 febbraio 1978) è un'attrice statunitense.
È nota per il ruolo di Adele Channing nella serie televisiva The L Word, di Katey Alvaro in E.R. - Medici in prima linea e per i suoi ruoli avuti in Entourage e Las Vegas.

## Biografia
Nasce a Washington, D.C. Ha due fratelli ed entrambi i suoi genitori sono avvocati. Si laurea nel Middlebury College dove studia letteratura inglese e la lingua spagnola. Dopo il diploma, va a Londra e comincia a studiare nella London Academy of Music and Dramatic Art, una famosa scuola di recitazione inglese. Dopo aver lasciato la scuola, viene lanciata nel mondo del cinema con il film he Distance From Here, diretto da David Leveaux del 2002.

## Carriera
Appare in diversi show televisivi quali Law & Order - Unità vittime speciali, CSI: Miami e The Inside.
Nel 2008, ha interpretato il ruolo del personaggio Adele Channing nella quinta stagione di The L Word. Nello stesso anno entra nella classifica 100 Hottest Girls of Entourage, alla 19ª posizione.
Nel 2013, ha interpretato il ruolo della strega Jane-Anne Deveraux nella serie The Vampire Diaries e nel suo spin-off The Originals.

## Vita privata
Attualmente vive a Los Angeles con suo marito David Kline.

## Filmografia parziale

### Cinema
- Tre manifesti a Ebbing, Missouri (Three Billboards Outside Ebbing, Missouri), regia di Martin McDonagh (2017)

### Televisione
- Law & Order - Unità vittime speciali (Law & Order: Special Victims Unit) - serie TV, 1 episodio (2004)
- The Inside - serie TV, 1 episodio (2005)
- Entourage - serie TV, 1 episodio (2005)
- Las Vegas - serie TV, 4 episodi (2006)
- E.R. - Medici in prima linea (ER) - serie TV, 26 episodi (2006-2007)
- The L Word - serie TV, 11 episodi (2008)
- American Horror Story - serie TV, 1 episodio (2011)
- The Vampire Diaries - serie TV, 1 episodio (2012)
- The Originals - serie TV, 2 episodi (2013-2014)

## Doppiatrici italiane
Nelle versioni in italiano delle opere in cui ha recitato, Malaya Rivera Drew è stata doppiata da:
- Emanuela D'Amico in The Glades
- Selvaggia Quattrini in All Rise
- Francesca Manicone in Mayans M.C.